# Howard Davis
Pour les articles homonymes, voir Davis.
Howard Davis est un boxeur américain né le 14 février 1956 à Glen Cove (État de New York) et mort le 30 décembre 2015 à Plantation (Floride).

## Carrière
Champion du monde de boxe amateur à La Havane en 1974 dans la catégorie poids plumes, il devient champion olympique des poids légers aux Jeux de Montréal en 1976 après sa victoire en finale contre le roumain Simion Cuţov. Davis passe professionnel l'année suivante mais ne rencontre pas le même succès. Il s'incline par 3 fois en championnat du monde contre Jim Watt en 1980, Edwin Rosario en 1984 et James McGirt en 1988 puis se retire en 1996 sur un bilan de 36 victoires, 6 défaites et 1 match nul. 

## Parcours auxJeux olympiques
Jeux olympiques d'été de 1976 à Montréal (poids légers) :
- Bat Yukio Segawa (Japon) aux points
- Bat Leonidas Asprilla (Colombie) par KO au 2e round
- Bat Tzvetan Tzvetkov (Bulgarie) par arrêt de l'arbitre au 3e round
- Bat Ace Rusevski (Yougoslavie) aux points
- Bat Simion Cuţov (Roumanie) aux points